# Manteniment

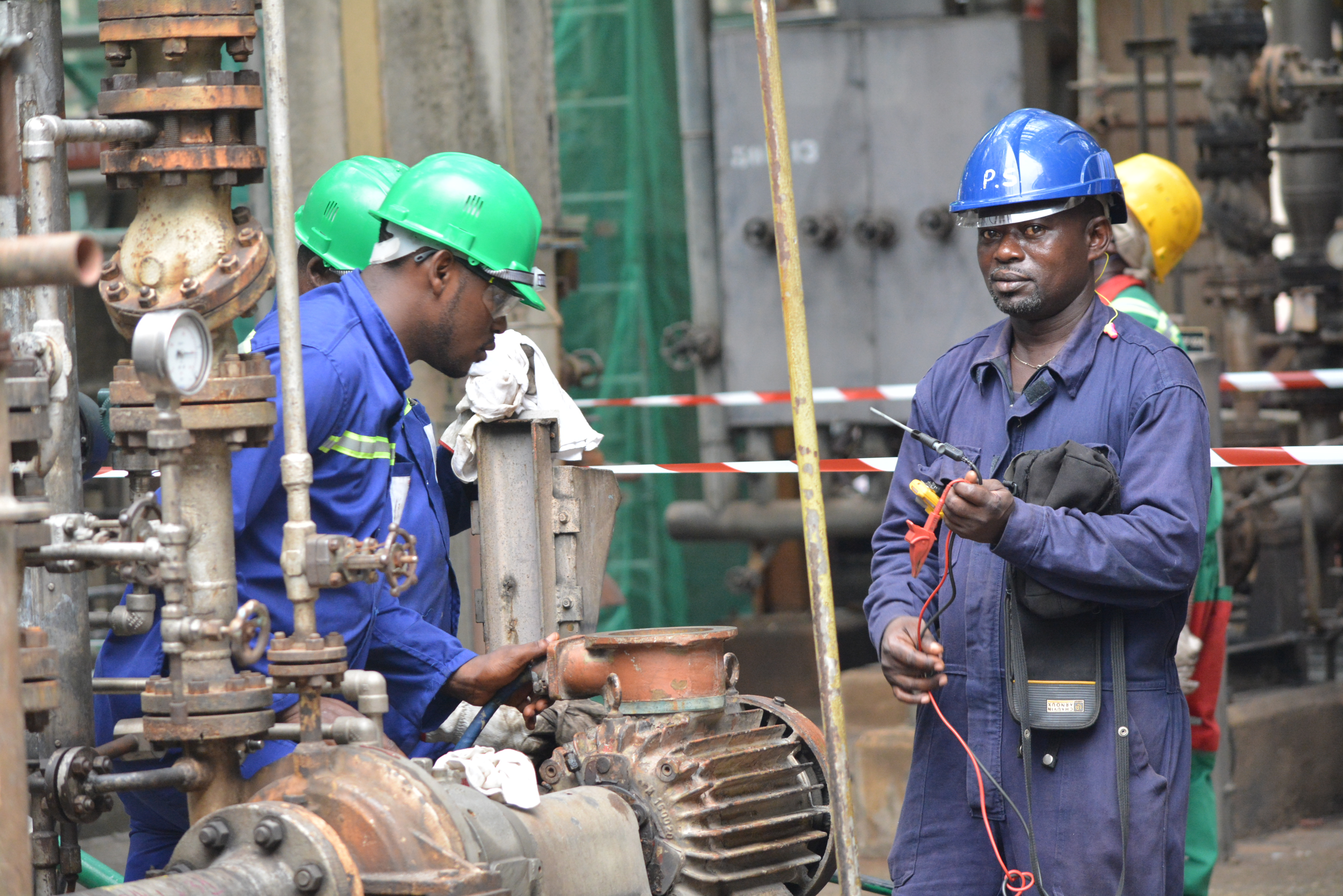
Manteniment en una refineria de petroli de Camerun.

El manteniment és el conjunt d'accions que tenen com a objectiu preservar i tenir quelcom en bon estat: la salut de les persones o els animals, els components d'un edifici i les seves instal·lacions, els equips informàtics, els vehicles, la maquinària, etc. Aquestes accions inclouen la combinació d'accions tècniques, administratives i de gestió.  

## Tipus de manteniment
En les operacions o actuacions de manteniment poden diferenciar-se les següents tipus:
1. Manteniment no planificat: Està destinat a fer intervencions o reparacions quan sorgeix quelcom.
2. Manteniment planificat: Està destinat a prevenir el deteriorament, d'acord amb les condicions a les quals estarà sotmès mitjançant una planificació. En el manteniment planificat pot diferenciar-se en:
  1. Manteniment correctiu: És l'encarregat de corregir quelcom observat.
    1. Manteniment correctiu immediat: És el que es realitza immediatament d'aparèixer i es realitza amb els mitjans disponibles, destinats a aquest fi.
    2. Manteniment correctiu diferit: Al moment de produir-se, es prenent les mesures cautelars o es produeix un aturada, per posteriorment afrontar la intervenció o reparació, sol·licitant-se els mitjans per a aquest fi.

  2. Manteniment preventiu: Aquest manteniment està destinat a garantir l'ús i la fiabilitat del funcionament abans que pugui produir-se quelcom. El manteniment preventiu pot ser:
    1. Programat: Realitzat per programa de revisions, per temps de funcionament, anys de vida, kilometraje, etc.
    2. Predictiu: És aquell que realitza les intervencions predient el moment que es preveu que quedarà fora de servei mitjançant un seguiment del seu funcionament, determinant la seva evolució, etc..
    3. Manteniment d'oportunitat: És el que aprofita els períodes no actius per realitzar les intervencions de manteniment, realitzant les revisions o reparacions necessàries per garantir el bon funcionament.
3. Manteniment d'actualització o renovació: S'aplica als components més tecnologics i té com a propòsit compensar l'obsolescència o les noves exigències que al moment de construcció no existien o no van ser tingudes en compte però que en l'actualitat sí han de ser-ho.

## Salut
El manteniment de la salut és la part de la medicina que es preocupa pels aspectes preventius de les malalties i per la col·laboració del pacient en l'autocontrol de les patologies de caràcter crònic.
Aquestes activitats són realitçades pels metges de capçalera i infermers del servei d'atènció primaria i comunitaria que ofereixen entre altres els serveis de diagnòstic i atenció als principals problemes de salut, assistència sanitària i social, serveis de promoció de la salut, d'atenció preventiva, curativa i rehabilitadora, servei d'atenció a domicili, atenció urgent o continuada i atenció a la salut sexual i reproductiva, etc.....

## Edificació
En el sector de l'edificació s'anomena manteniment al conjunt d'activitats destinades a conservar l'edifici o les parts que el componen perquè, amb una fiabilitat adequada, compleixin amb les exigències establertes.
El Codi Tècnic de l'Edificació (CTE) defineix el manteniment previst com el manteniment que, per a cada edifici, consisteix en el compliment de les instruccions d'ús i manteniment contingudes en el Llibre de l'Edifici. El projectista dels edificis està obligat a fer el lliurament al promotor i aquest als propietaris d'una mena de manual d'instruccions, on es preveuen tots els passos que han de seguir els usuaris quan es realitzin obres de manteniment a l'edifici. D'aquesta manera, la responsabilitat sobre aquestes tasques passa a estar en mans dels ciutadans.
En la Part 1 del CTE s'estableix que els edificis i les instal·lacions s'utilitzaran adequadament de conformitat amb les instruccions d'ús, abstenint-se de fer-ne un ús incompatible amb el previst. Els propietaris i els usuaris posaran en coneixement dels responsables del manteniment qualsevol anomalia que s'observi en el funcionament normal de l'edifici.
Tots els edificis s'han de conservar en bon estat mitjançant un adequat manteniment. Això suposa la realització de les següents accions: 
- dur a terme el pla de manteniment de l'edifici,
- encarregant a un tècnic competent les operacions programades per al manteniment del mateix i de les seves instal·lacions;
- realitzar les inspeccions reglamentàriament establertes i conservar la seva corresponent documentació, i
- documentar al llarg de la vida útil de l'edifici totes les intervencions, ja siguin de reparació, reforma o rehabilitació realitzades sobre el mateix, consignant-ho en el Llibre de l'Edifici.

Aquestes activitats són realitzades pels tècnics de capçalera que són els professionals de confiança que informen, orienten i solucionen qualsevol tema relacionat amb l'organització i gestió de la conservació de l'edifici, programant les operacions de manteniment preventiu per allargar-ne la seva vida útil i planifica les actuacions de rehabilitació i millora que s'hagin de realitzar

### Catalunya
L'article 30 de la Llei 18/2007, de 28 de desembre, del dret a l'habitatge, estableix que els habitatges s'han de conservar i rehabilitar de manera que estiguin en condicions d'ús efectiu i adequat. Amb aquesta finalitat, la Llei del Dret a l'Habitatge regula la inspecció tècnica dels edificis d'habitatge (ITE) i el llibre de l'edifici.
La Llei preveu que els informes d'inspecció tècnica dels edificis d'habitatges s'han de lliurar a l'administració per acreditar el compliment del deure d'haver passat la ITE i determinar si l'edifici és apte per a l'ús d'habitatge, establint l'obligació de lliurar als compradors el certificat d'aptitud. A més, la Llei considera com a infracció greu el fet de no disposar de l'informe tècnic quan aquest sigui exigible. Aquesta Llei també defineix el llibre de l'edifici com l'instrument d'informació de la vida de l'edifici que incorpora les característiques tècniques de les instal·lacions, dels serveis comuns, les qualitats i garanties, a més de les instruccions necessàries per a la conservació i el manteniment, i també les actuacions de rehabilitació o millora que cal tenir en compte per adaptar l'edifici i els habitatges a la normativa.
El reglament que desenvolupa aquests dos instruments és el Decret 67/2015 de 5 de maig, per al foment del deure de conservació, manteniment i rehabilitació dels edificis d'habitatges, mitjançant les inspeccions tècniques i el llibre de l'edifici. Aquest Decret té com a principal objectiu fomentar la cultura del manteniment dels edificis d'habitatges i facilitar el coneixement de l'estat en què es troben, per tal que les persones propietàries i, en el seu cas, les comunitats de propietaris, puguin programar les actuacions i acordar l'aportació dels fons necessaris que cal adoptar, a curt i mitjà termini, per a la rehabilitació, la conservació i l'adequació dels habitatges als requisits tècnics que regula la normativa vigent.

## Industria
El concepte de manteniment en la indústria té els següents significats:
1. Qualsevol activitat – com a comprovacions, mesuraments, reemplaçaments, ajustos i reparacions— necessària per mantenir o reparar una unitat funcional de manera que aquesta pugui complir les seves funcions.
2. Per a materials: manteniment
- Totes aquelles accions dutes a terme per mantenir els materials en una condició adequada o els processos per aconseguir aquesta condició. Inclouen accions d'inspecció, comprovacions, classificació, reparació, etc.
- Conjunt d'accions de provisió i reparació necessàries perquè un element continuï complint la seva comesa.
- Rutines recurrents necessàries per mantenir unes instal·lacions (planta, edifici, propietats immobiliàries, etc.) en les condicions adequades per permetre el seu ús de forma eficient, tal com està designat.

### Programari de gestió de manteniment i reparació
Una de les funcions d'aquest programari és la configuració d'un conjunt de materials, fent llistats de les parts corresponent a enginyeria i a manufactura i actualitzant-les de “lliurades” a “mantingudes” i finalment a “utilitzades”. Una altra funció és la planificació de projectes logístics, com per exemple la identificació dels elements crítics d'una llista que han de ser duts a terme (inspecció, diagnòstic, localització de peces i servei) i el càlcul de temps de resposta.
Altres tasques que aquest programari pot gestionar són:
- Planificació de projectes,
- Gestió de l'execució de projectes
- Gestió d'actius (parts, eines i inventari d'equips)
- Gestió del coneixement en temes com:
  - Històric de manteniment
  - Nombre de sèrie de parts i material
  - Dades sobre fiabilitat: temps mitjà entre fallades i temps mitjà entre canvis
  - Documentació i millors pràctiques (Best Practices) sobre manteniment
  - Documents sobre garanties

Moltes d'aquestes tasques es troben ja gestionades per la gestió de manteniment assistit per computadora.
- Programari de gestió de manteniment i reparació
- Manteniment Correctiu